# Чехи
Че́хи (чеськ. Češi, МФА: ['ʧɛʃi]) — західнослов'янський народ, основне населення Чехії, спілкуються чеською мовою. Найближче споріднений з лужицькими сербами і словаками. Кількість чехів у світі близько 10-12 мільйонів осіб, з них від 6 до 9 мільйонів проживає в Чехії, і близько 2 мільйонів — в діаспорі (найбільша чеська діаспора у США — понад 1 200 000 осіб)

## Мова
Говорять чеською мовою яка є  слов'янською мовою та належить до групи західнослов'янських мов.
1. Власне чеський діалект, який охоплює західну частину Чехії з м. Прага (територія між Південно-Західною Польщею, Німеччиною й Австрією). Цей діалект поділяється на чотири групи говірок: середньочеські (центр — м. Прага); східночеські; західночеські; південночеські.
2. Ганацький (моравський) діалект (центр — м. Брно).
3. Ляський (сілезький) діалект, який поширений у північно-східній частині Чехії уздовж кордону з Польщею.

## Історія
Близько 400 до н. е. на території сучасної Чехії з’являються кельтські племена, зокрема плем’я боїв, яке, ймовірно, прийшло з західного регіону Європи. Саме від цього племені походить латинська назва Чехії — Богемія (Boiohaemum). Кельти залишили значний слід у матеріальній культурі краю, зокрема в галузі металургії та кераміки, про що свідчать знахідки з таких археологічних пам’яток, як Злате Гори та Страконице.
На початку нашої ери територію заселяють германські племена, серед яких виділяються Маркомани і Квади. Вони формують так зване Маркоманське царство, що стало важливим союзником та одночасно суперником Римської імперії під час Маркоманських війн (166–180 рр.).
У III–IV ст. на германців тиснуть кочові народи зі сходу, насамперед Гуни, що призводить до нової хвилі великого переселення народів. У VI столітті тут осідають Лангобарди, які пізніше переселилися до Італії. На зміну їм приходять слов’янські племена, які у V–VI ст. формують перші постійні поселення на території майбутньої Чехії.
В VII столітті чеські землі входять до складу ранньої слов’янської протодержави — держави Само (бл. 623–658), що виникла як об’єднання слов’ян у боротьбі проти аварів. У IX столітті чеські племена входять до складу Великоморавської держави, що стала важливим культурним і політичним центром слов’янського світу. У цей період сюди приходить Християнство з Візантії завдяки місії Кирила і Мефодія.
Після занепаду Великої Моравії на початку X століття на чолі з родом Пржемисловичів формується самостійне Чеське князівство, яке стає основою майбутньої Чеської держави. Уже в Х столітті чеські князі, зокрема Вацлав I та Болеслав I, налагоджують дипломатичні відносини з Священною Римською імперією та Польщею.
В XI столітті політична ситуація в регіоні ускладнюється внаслідок посилення феодальної роздробленості та міжусобної боротьби всередині Пржемисловичів. Ці конфлікти супроводжуються втручанням ззовні — частими вторгненнями польських та німецьких феодалів, які прагнуть розширити свій вплив у Богемії. Попри це, династія Пржемисловичів утримує владу й закладає підвалини для централізованої чеської монархії, яка остаточно сформується в XII–XIII століттях.

## Сучасне становище
В Чехо-Словаччині жило 1980р. 9 820 000 (64% населення), в тому числі на чеських землях 9 760 000. Чехи живуть також в Австрії, США, Канаді й меншими скупченнями в Німеччині, Франції й в країнах бувшої Югославії. За даними перепису населення 2011 року, чехів налічують 6 711 624 особи. Наступний перепис населення відбувся у 2021 році. Його результати будуть опубліковані у 2022 році.

## Чехи на українських землях
В Україні після Другої світової війни жило 15 000 чехів, близько 70% з них вважали рідною мовою чеську, 23% ― українську. Це рештки чисельнішої чеської меншості на українських землях у минулому.

## Примітка
1. ↑  Kortlandt, Frederik. FROM PROTO-INDO-EUROPEAN TO SLAVIC (PDF) (англ.). с. 1—20. Архів оригіналу (PDF) за 20 січня 2022. Процитовано 13 січня 2022.
2. ↑  Czech language - Czech republic. web.archive.org. 18 січня 2008. Архів оригіналу за 18 січня 2008. Процитовано 13 січня 2022. [Архівовано 2008-01-18 у Wayback Machine.]
3. ↑  Obyvatelstvo, domy, byty a domácnosti podle Sčítání lidu, domů a bytů - ČR, kraje, okresy, SO ORP, správní obvody Prahy a města (sídla SO ORP) - 2011. Obyvatelstvo, domy, byty a domácnosti podle Sčítání lidu, domů a bytů - ČR, kraje, okresy, SO ORP, správní obvody Prahy a města (sídla SO ORP) - 2011 (cs-CZ) . Архів оригіналу за 9 червня 2021. Процитовано 26 липня 2021.
4. ↑  Zpracování výsledků | Sčítání 2021. www.czso.cz. Архів оригіналу за 24 липня 2021. Процитовано 26 липня 2021.